# Duarte Moreira
Duarte Luis Lima Constantino Moreira (23 de Setembro de 1982) é um investidor e empresário de nacionalidade Portuguesa e Suíça. Atualmente é Cofundador e CEO do grupo Zeno Partners, Presidente do Conselho de Administraçao do Banco Tellco Bank AG, Presidente do Conselho de Administraçao do Grupo Vangest, entre outros cargos. Em 2023 e 2024, participou na 69ª edição do encontro Bilderberg  e na 70ª edição do encontro Bilderberg, que anualmente reune as pessoas mais poderosas do mundo ocidental.

## Biografia
Cresceu em Barcelos, Portugal. Frequentou escolas locais e concluiu o ensino secundário e entrou no ensino superior após terminar o 11o ano, nunca tendo frequentado o 12o ano, onde estudou Direito, Finanças e Gestão em Portugal e no Reino Unido.
De acordo com o Jornal de negocios, Duarte Moreira «criou o maior fundo de private equity gerido por um português».

## Vida pessoal
Duarte Moreira é casado e tem dois filhos. Reside actualmente com a sua família em Genebra na Suíça. Nos tempos livres pratica xadrez e Ténis.

## Carreira
Duarte Moreira iniciou a sua carreira como investidor em capital de risco e private equity em 2007.
Em Janeiro de 2016, em conjunto com o seu colega e amigo de longa data Christopher Kile, criou a Zeno Partners, uma empresa de investimentos privados sediada em Genebra.
Fundada em 2016, hoje a Zeno Partners gere 6 fundos de investimento e controla milhares de milhões em ativos.
Em 2019 tornou-se administrador do grupo Vangest, um grupo industrial fundado em Portugal em 1986. Desde 2020 é o Presidente do Conselho de Administração do grupo.
Em Julho de 2022 tornou-se Presidente do Conselho de Administração do grupo Tellco, um grupo financeiro Suíço fundado em 2002 e especializado na gestão de fundos de pensões. É também o Presidente do Conselho de Administração da Tellco Bank AG, um banco (adquirido pelo grupo Tellco em 2017) que gere uma das maiores carteiras independentes de ativos de fundos de pensões Suíço, com 9 mil milhões de ativos sobre gestão. É ainda administrador da empresa Tellco Immobilien, que gere um património imobiliário na Suíça de 1,9 mil milhões de ativos, e que é uma subsidiária do grupo Tellco.
Em dezembro de 2023, foi notícia na imprensa porque, segundo a Bloomberg, a sua empresa Zeno Partners teria formulado uma oferta de 6 mil milhões de euros pela Altice Portugal, juntamente com a Warburg Pincus.

## Outros
É Mestre em Gestão de Empresas (MBA) pela Warwick Business School, da Universidade de Warwick no Reino Unido.  
Participou na reunião do grupo Bildeberg de 2023 e 2024. Desde a primeira reunião do grupo Bildeberg em 1954 é um dos Portugueses ou Suíços mais jovens de sempre a participar na reunião.